# Dzsátaka mesék

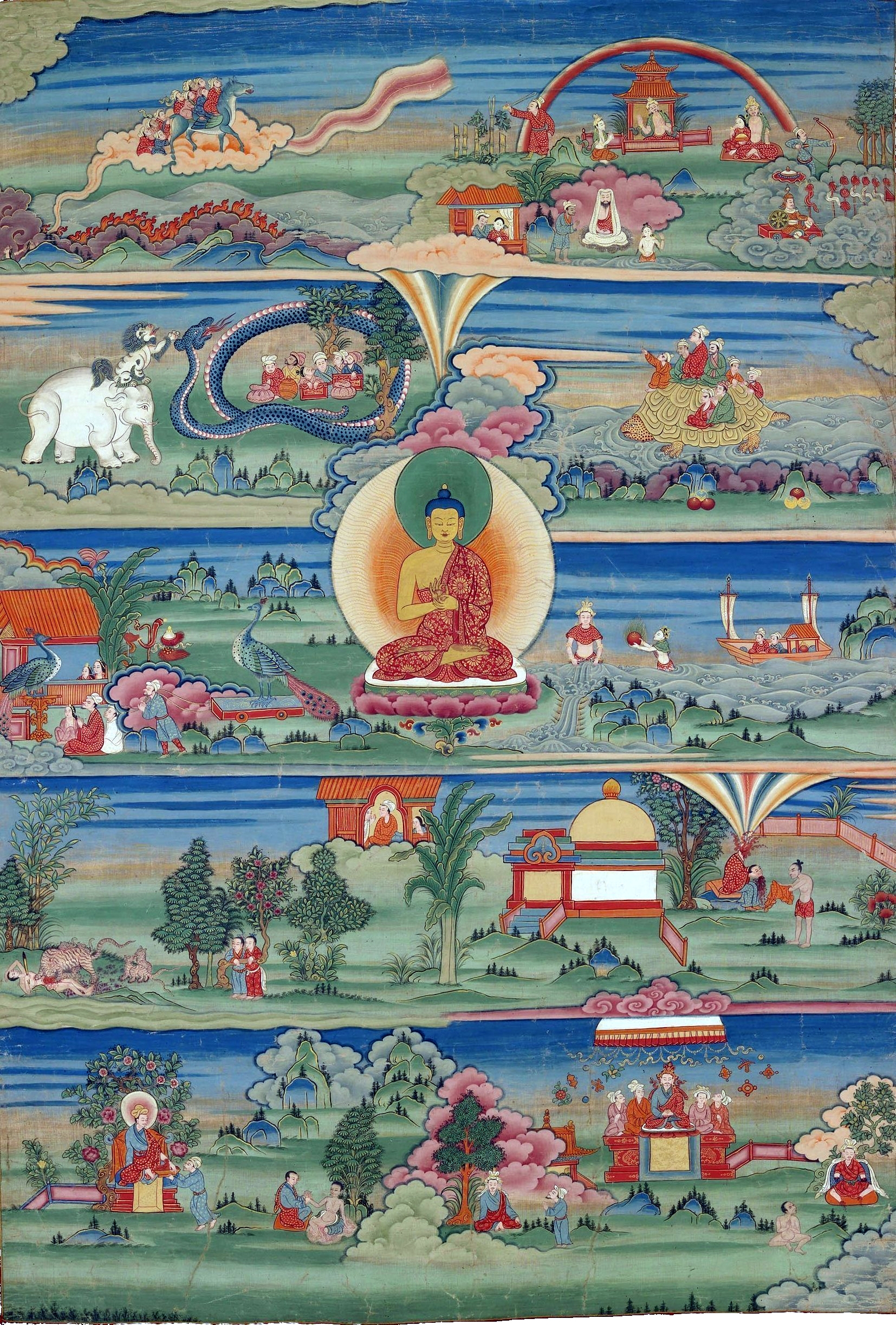
A dzsátaka meséket ábrázoló bhutani festett thangka, 18-19. század, Phadzsoding Gonpa, Thimphu, Bhután

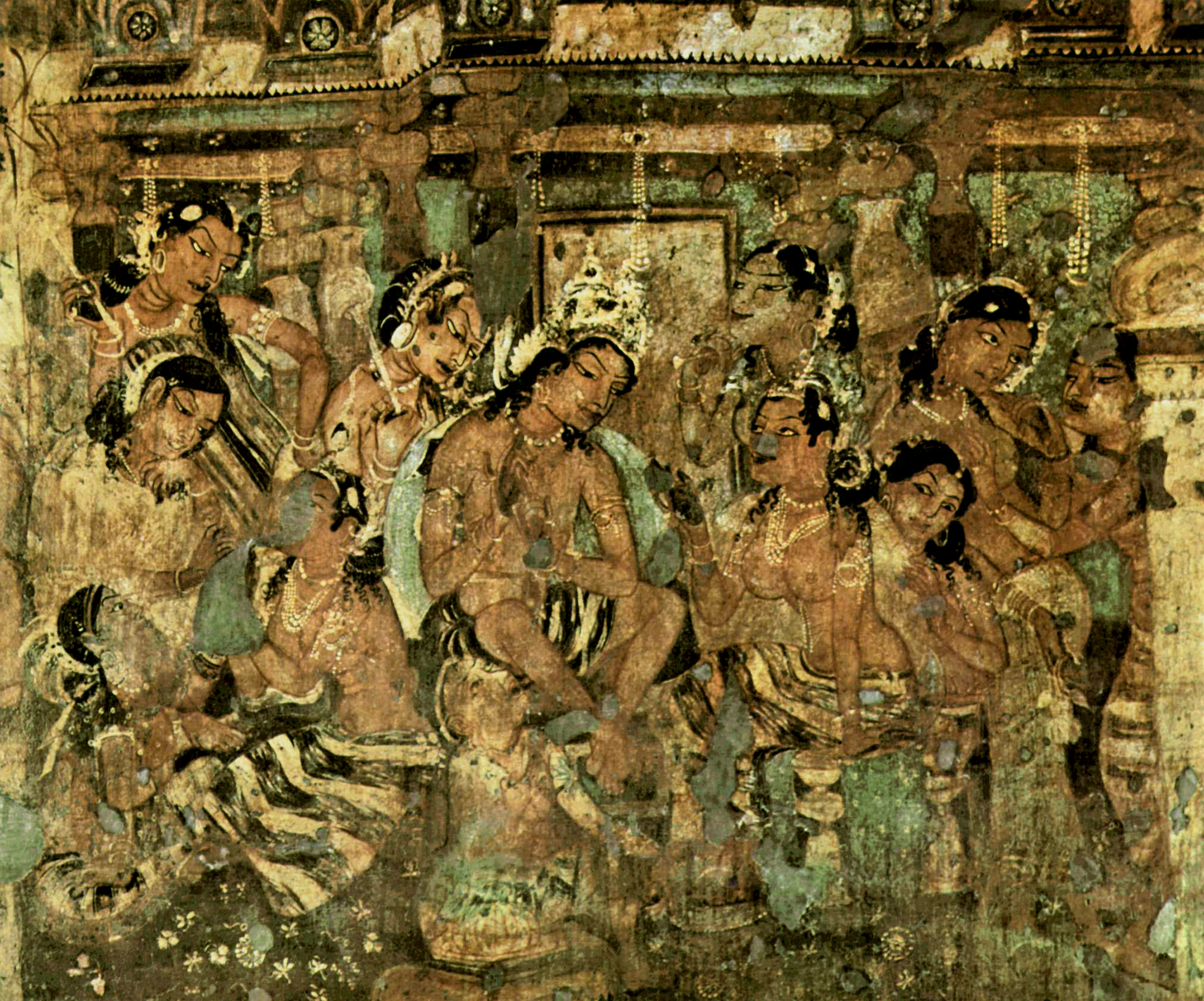
Mahádzsanaka lemond a világi életről, a Mahádzsanaka dzsátaka. 7. század, Adzsantai barlangtemplomok, India

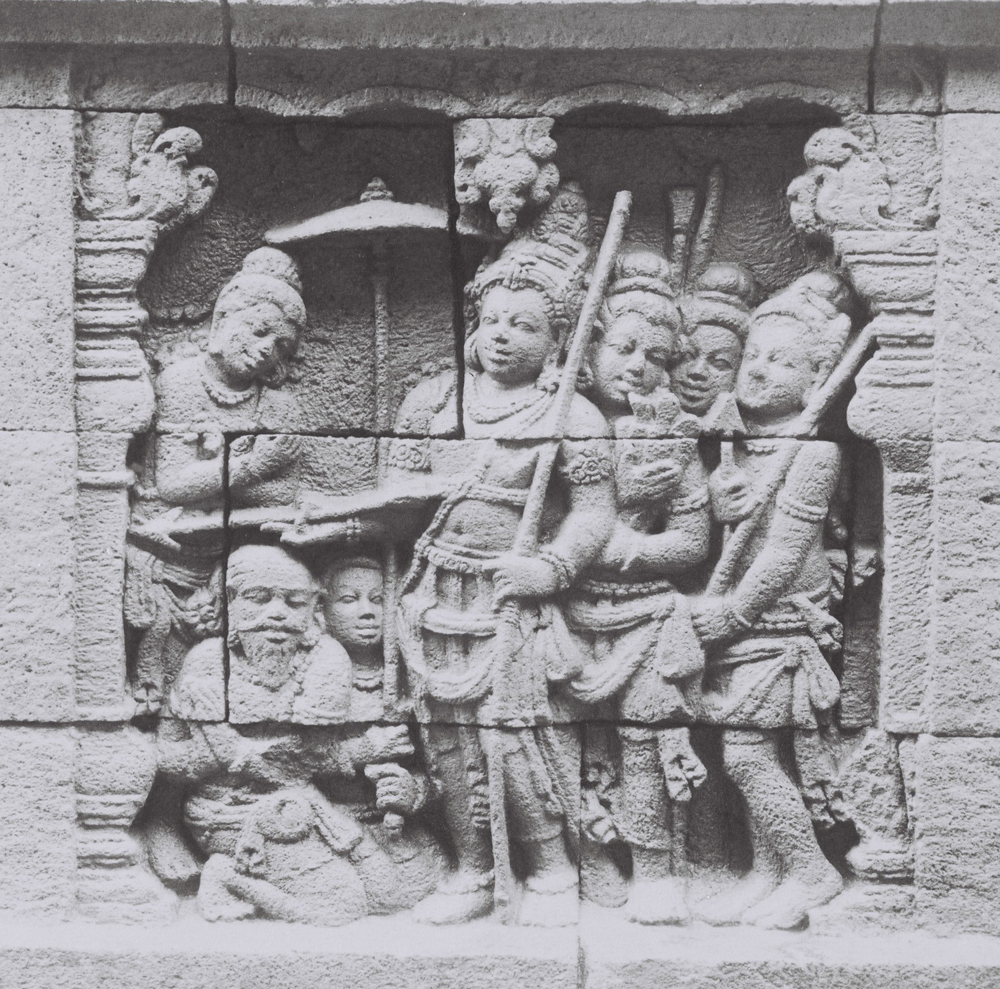
Khudda-bodhi-Dzsátaka, Borobudur

A Dzsátaka mesék terjedelmes méretű irodalmi mű, amely elsősorban a történelmi Buddha születéstörténeteit meséli el. Ezek Buddha előző életeinek a történetei mind emberi, mind állati formában. Buddha megjelenik királyként, száműzöttként, istenként, elefántként és mindig valamilyen erénnyel van felruházva. Létezik théraváda és mahájána változat is. A théraváda buddhizmusban a Dzsátaka mesék a páli kánon részét képezik, azon belül a Szutta-pitaka Khuddaka-nikájában. A Dzsátaka vonatkozhat az ehhez az irodalmi műhöz készített szövegmagyarázatra is. A mahájána dzsátaka meséket „apokrifnek” (ismeretlen szerző) is nevezik és a théraváda nem fogadja el hitelesnek.

## Története
A Dzsátakák a legősibb buddhista irodalmi művek közé tartoznak. Az elemzések alapján az i. e. 4. századra becslik a keletkezési idejét. Az Ándhra régióból származó mahászánghika Csaitika szektái vették be a dzsátakákat a kanonikus irodalomba, néhányat azonban elutasítottak, mert azok Asóka király ideje után keletkeztek. A csaitikák állítása szerint az ő dzsátaka meséik az előttről valók, hogy a buddhista egyház többfelé szakadt volna.
A. K. Warder szerint a dzsátakák a Buddha életéről szóló legendák előfutárainak tekinthetők. A Buddha előző életeiről szóló Dzsátaka mesék kevés életrajzi adattal szolgálnak Gautama Buddha életéről.
A szanszkrit nyelvű Árja Sura féle Dzsátaka-Mala 34 történetet tartalmaz. Az Adzsantai barlangtemplomokban a Dzsátaka mesék jeleneteit Arja Sura idézeteivel készítették a 6. század környékén. Ezeket már az i. sz. 434 ben lefordították kínai nyelvre. Borobudurban mind a 34 dzsátaka mesét ábrázolták a Dzsátaka-Mala mű szerint.

## Tartalma
A théraváda dzsátakák 547 versből állnak, amelyek többé-kevésbé növekvő számú sorból állnak. Von Hinüber professzor szerint csak az utolsó ötvenet szánták önmagában is értelmezhetőnek, szövegmagyarázat nélkül is. A szövegmagyarázatokban szerepelnek prózai formájú történetek, amelyek állítása szerint szövegkörnyezetet biztosítanak a versek számára. Néhány történet alternatív változata megtalálható a Kuddhaka-nikája utolsó, azaz a tizenötödik könyvében, a  Csarija-pitakában. A páli kánonban elszórva több történet is visszaköszön a Dzsátaka mesékből. A Dzsátaka történetei és motívumai közül több is létezik más nyelveken és más művészeti formákban egyaránt - mint például a nyúl a Holdon (Dzsátaka mesék: 316), A majom, a krokodil, a teknős, aki nem tudott elhallgatni, a rák és a daru híres történetek a hindu Pancsatantrában, amely hatással volt az egész világirodalomra.
A történetek bevezetője és zárása hasonló jellegű. Az elején a történelmi Buddha életének egy történetével kezdődik, majd Buddha ehhez kapcsolódóan mond el egy olyan múltbéli történetet, amelyben ugyanazok a szereplők, mint a kezdő történetben. Ezekben ő is megjelenik mindenféle alak formájában, ahogy a többi szereplő is. A befejezésben Buddha beazonosítja a múltbéli és a jelenlegi eset szereplőit, beleértve önmagát is.
A szanszkrit (például a Dzsátakamala) és a tibeti dzsátaka mesék általában magukban hordozzák a buddhista erkölcsöt, a perzsa és egyéb nyelvű szövegek azonban olykor jelentős mennyiségű módosítást tartalmaznak, amelyeket a saját kultúrájukba való beépítés végett végeztek rajtuk. A Srí Lanka-i Maháthupában mind az 550 dzsátaka mesét ábrázolja az ereklyetároló terem. Az ereklyék gyakran ábrázolnak dzsátaka történeteket.

## Dzsátaka sztúpák
Észak-Indiában sok sztúpáról azt tartják, hogy a Dzsátaka mesék helyszínei. A kínai Hszüan-cang szerzetes több ilyenről is beszámolt feljegyzéseiben. A Puszkaravati kolostor jelöli azt a helyet, ahol Szjama teljesítette gyermeki kötelességét vak szülei felé. Az Ekaszrnga nevű aszkétát elcsábította egy gyönyörű nő. Mangalurában egy király megcsonkíttatta Ksantivadint. Haddában egy fiatal brahmin feláldozta magát a dharma egy fél versének megtanulásáért. Szarvadattaan-ban egy inkarnáció váltságdíjért cserébe eladta magát, hogy felajánlást tehessen egy brahminnak.
Fa-hszien leírása szerint a négy nagy sztúpát értékes anyagokkal vonták be. Az egyik helyszínen Szibi király feláldozta a húsát, hogy megmentsen egy galambot egy sólyomtól. Egy másik inkarnáció a saját látását áldozta fel, egy harmadik inkarnáció pedig a saját testét, hogy megetessen egy éhes nőstény tigrist. Csandraprabha királyhoz hasonlóan ő is levágta a fejét, hogy ajándékba adhassa egy brahmin számára. Egyesek a sztúpák előtt csonkították meg magukat vagy vetettek véget szándékosan saját életüknek.

## Fordításai
A dzsátakák sztenderd páli gyűjteményét, beágyazott kanonikus szövegekkel,  Edward Byles Cowell és társai fordították. Eredetileg hat kötetben adta ki a Cambridge Egyetemi Kiadó 1895 és 1907 között. Ezután a Páli Szöveg Társaság adta ki a művet három kötetben. Válogatott és önállóan álló mesék fordításaiból számtalan jelent meg különböző nyelveken. A théraváda teljes dzsátaka gyűjteményét J.Dutoit (Lipcse, 1908- 1921) fordította német nyelvre. Magyar nyelven csak válogatásgyűjtemény létezik, amelyet Vekerdi József fordított:
- Vekerdi József. Dzsátakák - Buddhista születésregék. Terebess Kiadó (1998). Hozzáférés ideje: 2015. július 21.

### Könyvek
- Grey, Leslie (1990). Concordance of Buddhist Birth Stories, Oxford : Pali Text Society. (Tabulates correspondences between various jataka collections)
- Shaw, Sandra (2006). The Jatakas — Birth Stories of the Bodhisatta, New Delhi: Penguin Books
- Khan, Noor Inayat (1985). Twenty Jataka Tales, Inner Traditions
- Horner, Isaline Blew; Jaini, Padmanabh S. (1985). Apocryphal Birth-stories (Paññāsa-Jātaka), London ; Boston:  Pali Text Society, distributed by Routledge & Kegan Paul. ISBN 9780860132332
- Cowell, E.B.; ed. (1895). "The Jataka or Stories of the Buddhaś former Births, Vol.1-6, Cambridge at the University Press  Vol.1, Vol2, Vol. 3, Vol. 6
- Francis, Henry Thomas (1916). Jātaka tales, Cambridge: University Press
- Skilling, Peter (2006). Jataka and Pannasa-jataka in South-East Asia, Journal of the Pali Text Society 28, 113-174

### Külső hivatkozások
- Dzsátaka - I. kötet, II. kötet, III. kötet, IV. kötet, V. kötet, VI. kötet  - E. B. Cowell, 1895
- Dzsátaka mesék - Ellen C. Babbitt, 1912
- Buddhist Birth Stories (Jataka Tales), T. W. Rhys Davids, London 1880, archive.org
- Dzsátaka mesék - angol nyelvű animáció
- "The Illustrated Jataka & Other Stories of the Buddha" by Dr C. B. Varma - illusztrációkkal ellátva, angolul